# 3375 Amy
3375 Amy este un asteroid din centura principală, descoperit pe 5 mai 1981 de Carolyn Shoemaker.